# Ogon
Ogon (em russo:  Огонь; bra: Heróis de Fogo) é um filme russo de 2020 dirigido por Alexeï Nouzhny.

## Sinopse
O filme fala sobre bombeiros e equipes de resgate que estão no caminho de um elemento cruel.

## Elenco
- Konstantin Khabenskiy como Andrey Pavlovich Sokolov
- Ivan Yankovskiy como Roman Ilyin
- Stasya Miloslavskaya como Ekaterina 'Katya' Sokolova
- Anton Bogdanov como Konstantin 'Kostik' Zhuravel
- Viktor Dobronravov como Pyotr Velichuk
- Roman Kurtsyn como Sergey Zotov
- Tikhon Zhiznevsky como Maksim Shustov
- Irina Gorbacheva como Zoya, uma mulher em trabalho de parto
- Evgeniya Dmitrieva como Nina
- Yuriy Kuznetsov como Georgich
- Tatyana Bedova como esposa de Georgich
- Viktor Sukhorukov como piloto Okopych
- Andrey Smolyakov como Vladimir Gromov
- Aleksandr Oblasov como Valera, piloto observador
- Boris Dergachev como Pavel Borisov

## Prêmios e nomeações

### Prêmios
- 20ª Cerimônia das Águias Douradas: Melhor Ator Coadjuvante para Ivan Yankovski, Melhor Atriz Coadjuvante para Irina Gorbatchova e Melhor Som

### Nomeações
- 20ª Cerimônia das Águias Douradas: Melhor Filme, Melhor Ator, Melhor Fotografia, Melhor Música e Melhores Efeitos Especiais